# Triệu chứng cai nicotine
Triệu chứng cai nicotine là một nhóm các triệu chứng xảy ra trong vài tuần đầu tiên khi ngừng thuốc đột ngột hoặc giảm lượng nicotine. Các triệu chứng bao gồm thèm nicotine dữ dội, tức giận/khó chịu, lo lắng, trầm cảm, thiếu kiên nhẫn, khó ngủ, bồn chồn, đói hoặc tăng cân và khó tập trung. Một chương trình cai thuốc lá có thể cải thiện cơ hội thành công của một người trong việc bỏ nicotine. Việc rút nicotine được ghi nhận trong cả Cẩm nang Chẩn đoán và Thống kê của Hiệp hội Tâm thần Hoa Kỳ và Phân loại Bệnh Quốc tế của WHO.

## Dấu hiệu và triệu chứng
Các triệu chứng được ghi nhận nhiều nhất là thèm nicotine, tức giận/khó chịu, lo lắng, trầm cảm, thiếu kiên nhẫn, khó ngủ, bồn chồn, đói hoặc tăng cân và khó tập trung. Các triệu chứng thường mạnh nhất trong vài ngày đầu và sau đó tiêu tan trong 2-4 tuần. Các triệu chứng cai thuốc làm cho việc bỏ các sản phẩm có nicotine trở nên khó khăn hơn và hầu hết các phương pháp để cai thuốc lá đều liên quan đến việc giảm lượng nicotine. Các triệu chứng phổ biến nhất là khó chịu, lo lắng và khó tập trung. Trầm cảm và mất ngủ là ít phổ biến nhất. Các triệu chứng cai nghiện khác có thể bao gồm táo bón, ho, chóng mặt, buồn ngủ, nhức đầu, bốc đồng, mệt mỏi, các triệu chứng cúm, thay đổi tâm trạng, loét miệng và tăng ngủ mơ. Ngừng nicotine thường làm tăng ăn uống và cân nặng, giảm trí nhớ, giảm khả năng chú ý và tập trung vào các nhiệm vụ và giảm nhịp tim. Ngừng sử dụng thuốc lá cũng có thể yêu cầu thay đổi mức độ của các loại thuốc khác nhau.